# Jean-Laurent Cochet

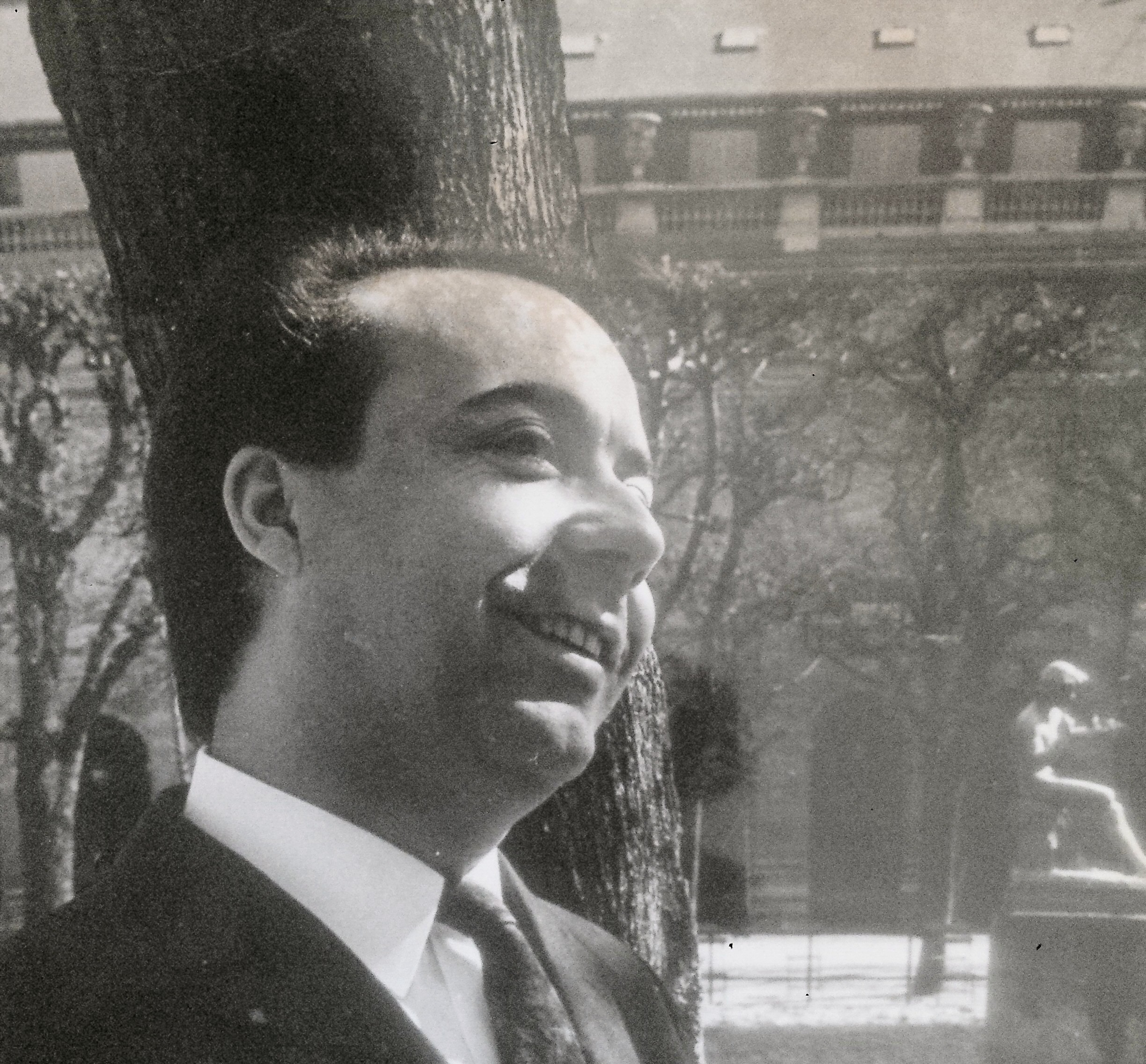
Jardins du Palais-Royal (1974)

Jean-Laurent Cochet (* 28. Januar 1935 in Romainville, Département Seine-Saint-Denis; † 7. April 2020 in Paris) war ein französischer Schauspieler und Schauspiellehrer.
Jean-Laurent Cochet war von 1959 bis 1964 für die Comédie-Française tätig, von 1983 bis 1986 war er Leiter des Théâtre Hébertot. Im Film spielte er unter anderem in Tausend Milliarden Dollar und Fort Saganne.
Als Schauspiellehrer unterrichtete er spätere Stars des französischen Kinos und Theaters wie unter anderen Emmanuelle Béart, Carole Bouquet, Michel Duchaussoy, Andréa Ferréol, Bernard Giraudeau, Isabelle Huppert, Claude Jade, Michèle Laroque, Fabrice Luchini, Mélanie Thierry.
Am 7. April 2020 starb Cochet während der COVID-19-Pandemie in Frankreich im Alter von 85 Jahren an den Folgen von COVID-19.

## Filmografie (Auswahl)
- 1982: Tausend Milliarden Dollar (Mille milliards de dollars)
- 1984: Fort Saganne
- 1987: Le nouveau Testament
- 1988: Letzter Ausweg – Affäre (An Affair in Mind)
- 1993: Julie Lescaut (Fernsehserie, 2 Folgen)
- 2004: Edward & Lulu